# ある兵士の賭け (フォーリーブスの曲)
「ある兵士の賭け」（あるへいしのかけ）は、1970年5月21日にCBS・ソニーレコード（現：ソニー・ミュージックレーベルズ）から発売されたフォーリーブスの7枚目のシングルである。

## 概要
松竹映画『ある兵士の賭け』主題歌。

## 収録曲
※両曲共に編曲：森岡賢一郎
1. ある兵士の賭け
  - 作詞：阪田寛夫／作曲：山本直純／作品コード:000-7553-1
2. 草笛の天使
  - 作詞：寺山修司／作曲:Joseph H. Liebman